# Гамбург-Лемзаль-Меллінгштед
Лемзаль-Меллінгштед (нім. Lemsahl-Mellingstedt) — частина району Вандсбек вільного та ганзейського міста Гамбург. Місцевість відноситься до так званих лісових сел (нім. Walddörfer).